# I peggiori anni della nostra vita (film 1949)
I peggiori anni della nostra vita è un film del 1949 diretto da Mario Amendola.

## Trama
Due soldati dell'ARMIR, Ninetto Traballa e Carlo de Viola, si trovano a Charkiv, sul Fronte Russo. Nino viene catturato dai sovietici. Carlo si salva dall'imboscata portando con sé le scarpe dell'amico. Una volta tornato in Italia, Carlo è sul lastrico, come molti reduci. Si ricorda di possedere le scarpe di Nino e decide di recarsi da Emilia, la moglie di Ninetto. Le racconta dell'eroica morte del marito sui bastioni di Charkiv. Emilia è titubante. Carlo, però, riesce a farsi benvolere e si trasferisce in casa della donna assieme al padre e alla sorella. Carlo e Emilia finiscono per sposarsi e lui fonda il PRIPRI (Partito Reduci Intransigenti Pronti Rifare Italia), che espone slogan come "Il PRIPRI è vita" e "Donne votate PRIPRI". Il ritratto di Ninetto viene esposto come un santino, simbolo di tutti i reduci. Il partito riceve subito molte simpatie e offerte in denaro. Frattanto, scopriamo che Ninetto è vivo in Russia. Incontra un commilitone, diventato funzionario del PCI, che lo aiuta a rimpatriare. Una volta a Roma, Nino si incontra con Carlo, che lo convince a continuare la messinscena della sua morte eroica. Nino si presenta quindi come il proprio fratello, emigrato in America molti anni prima. Quando però il vero fratello scrive a Emilia, Nino decide di smascherare l'imbroglio, riabbraccia Emilia e il figlio. Il matrimonio con Carlo non è stato consumato e viene annullato.

## Critica
"Questo film è rimasto per qualche mese in quarantena a causa della sua intonazione che ai censori sembrò eccessivamente antisovietica. Ora che è apparso sugli schermi, non sappiamo se tagliato molto o poco, possiamo dire che le sue intenzioni satiriche sono talmente all'acqua di rose da lasciare indifferente il più acceso degli estremisti. Per il resto il film è di scarso valore pur avendo alcune trovate di un certo effetto comico." (A. Albertazzi, 'Intermezzo', 22, 30 novembre 1950)